# Lichenochora coarctatae
Lichenochora coarctatae is een korstmosparasiet en behoort tot de orde Phyllachorales. Het komt voor op het gewoon sterschoteltje (Trapelia coarctata) en het wit sterschoteltje (Trapelia placodioides).

## Verspreiding
Lichenochora coarctatae is een Europese soort. In Nederland komt het zeer zeldzaam voor.